# Mestre de Vyšší Brod
O Mestre de Vyšší Brod (também conhecido como Mestre de Hohenfurth, do nome em língua alemã da localidade de Vyšší Brod) foi um pintor anônimo da Boémia, ativo por volta de 1350. É plausível que seja de Praga: um altar do convento cisterciense de Vyšší Brod, do qual provém a sua identificação, está em Praga. Datável em torno de 1350, esta pintura, cujos painéis se perderam, mostra uma Infância de Cristo e cenas da Paixão de Cristo. Está na ala do Convento de Santa Inês da Galeria Nacional de Praga. As cenas que mostram a Anunciação, a Natividade, a Adoração dos Magos e a Ressurreição estão atribuídas ao Mestre, enquanto outras partes são supostamente produto do seu estúdio.
Uma série de outras obras, incluindo a Madonna de Kladsko, a Crucificação de Kaufman (ambas em Berlim), a Madonna de Vysehrad, e a Madonna de Veveri, foram atribuídas ao Mestre com base no estilo.